# Gato Dumas
Carlos Alberto Dumas Lagos, mais conhecido como Gato Dumas (Buenos Aires, 20 de julho de 1938 — Pilar, 14 de maio de 2004) foi um cozinheiro argentino. 

## Biografia
Após deixar a Arquitetura e estudar Gastronomia em Londres, abriu seu primeiro restaurante em Buenos Aires, em 1965. Ficou conhecido também por apresentar programas culinários em diversos canais de televisão da Argentina.
Em 1998, fundou uma Escola de Gastronomia, que está atualmente presente na Argentina, Uruguai e Colômbia.

## Livros
- Las Recetas del Gato Dumas
- 140 Recetas Inéditas. 1995. (Com Ramiro Rodríguez Pardo)
- Gato Dumas Cocinero. Secreto y Especialidades
- Mis Historias y mis recetas